# レッツプレイ!オインクゲームズ
『レッツプレイ!オインクゲームズ』（Let's Play! Oink Games）は、オインクゲームズが開発・発売したパーティーゲーム。

## 概要
オインクゲームズは数多くのアナログゲームを発売しているが、本作はそれらの一部をコンピュータゲーム化し収録したものである。収録ゲームはすべてオンラインプレイに対応している。
本作の開発は、人々が面と向かって遊ぶ娯楽であるボードゲームの文化がコロナ禍により揺らいでいるという現状を危惧し直接会えなくてもオンラインでボードゲームを遊べるようにしたいと考えたことがきっかけとなっている。Kickstarterで2021年5月11日から6月5日の期間にクラウドファンディングが実施され、300万円の目標額に対し652万3297円の資金が集まった。
2022年12月1日に発売されたNintendo Switchパッケージ版では、漫画家の山本さほが描きおろしたアイコン6種類が特典として収録されている。

## 収録ゲーム
Nintendo Switch版は発売時点で「海底探険」から「月面探険」までの4作品を収録し「この顔どの顔？」「藪の中」「ファフニル」の3作品を無料DLCとして配信、Steam版は発売時点で「海底探険」から「藪の中」までの6作品を収録し「ファフニル」が無料DLCとして配信された。8作目の「SCOUT」からは有料DLCの扱いになり購入後に追加される。
iOS/Android版はアプリ本体のダウンロードは無料で初期状態では「海底探険」のみプレイ可能、それ以外は追加購入によりプレイ可能となる。
異なる機種同士でオンライン対戦できるクロスプラットフォームに対応している。
2023年3月16日配信のアップデートにより、有料DLCのゲームでの対戦時に参加者の誰か1人がDLCを購入していればDLC未購入のプレイヤーも一緒にプレイできるようになった。
2024年9月5日発売のNintendo Switch/Steam/PlayStation 5用ソフト『レッツプレイ!オインクゲームズ コンプリートエディション』には全てのDLCが収録されている。

### 海底探険
人数：2 - 6人、1人プレイ対応、CPU（コンピュータプレイヤーを混ぜたプレイ）あり
プレイヤーが同じ潜水艦に乗り合わせた探検家となって海底に潜り多くの財宝を持ち帰ることを目指すボードゲーム。3ラウンド制で行われる。
潜水艦からは財宝のチップ（いせきチップ）が並んでおり、この上をすごろくの要領でサイコロ（目は1から3まで）を2個振って出た数だけ進み財宝を拾っていく（拾うかどうかは任意）。ただし、進める数はサイコロの合計から手持ちの財宝の数を差し引いた数となるため財宝が多いほど進みにくくなる。潜水艦から遠いエリアの財宝は価値が高い（価値は4段階ある）が、戻るのに時間がかかるというリスクもある。引き返している時にはブランクチップ（財宝取得済みのマス）に手持ちの財宝を置くこともできる。
プレイヤーたちは潜水艦から供給される空気を共有しており、財宝を持つプレイヤーが行動するごとに財宝の個数分の空気が減っていく（空気を示すマスは25個）。空気が尽きる前に潜水艦に戻れなかったプレイヤーは財宝をすべて失うことになる。
空気が尽きた時点でラウンド終了となる。そして、ブランクチップを取り除いて間を詰め、戻れなかったプレイヤーの財宝を最後尾に配置した状態で次のラウンドが開始される。3ラウンド終了時点で財宝の数が一番大きいプレイヤーが勝利となる。

### エセ芸術家ニューヨークへ行く
人数：3 - 8人、1人プレイ非対応、CPUなし
芸術家（各プレイヤー）が一つのキャンバスにテーマに沿った絵を描く中で、一人だけテーマを知らされていない「エセ芸術家」を見つけ出すという趣向。オインクゲームズのリリース文では「おえかき人狼ゲーム」と表現している。
初めに大まかなテーマ（「童話・寓話」「家具・家電」など）を全員の投票により決定し、その後に具体的なテーマがエセ芸術家以外に発表される。芸術家たちはエセ芸術家にテーマがばれないように、エセ芸術家はテーマを知らないことが悟られないように配慮しながら順番に一筆ずつ絵を描いていき、2巡した時点で誰がエセ芸術家なのかを投票する。エセ芸術家が最多票でなければエセ芸術家の勝利で、最多票となった場合はテーマが何だったのかを候補から選んで当てることができればエセ芸術家の勝利、不正解ならば芸術家側の勝利となる。

### スタータップス
人数：2 - 4人（オフライン対戦不可）、1人プレイ対応、CPUあり
プレイヤーが投資家となり将来有望な6つのスタートアップ企業に投資して利益の独占を目指すカードゲーム。
企業を表すカードは6種類でそれぞれ5枚、6枚、7枚、8枚、9枚、10枚ある。山札から各プレイヤーに3枚の手札と10枚の「資金チップ」を配布してゲームを開始する。
順番が回ってきたプレイヤーは山札または山札周辺のエリア「マーケット」からカードを1枚引いた後に手持ちの4枚から1枚を選び、自分の目の前に置いて投資するか不要なカードとしてマーケットに置くかする。山札からカードを引く際にはマーケットにあるカードの上すべてに自分の資金チップを1枚ずつ置く必要があり、マーケットのカードを引く際にはカードの上の資金チップが同時に手に入る。なお、各企業ごとに最も多く投資されているところにそれぞれ「独禁チップ」が渡され、これを持つプレイヤーはチップと同じ企業のカードをマーケットから引けなくなる。独禁チップを持つプレイヤーの投資数を他のプレイヤーが追い抜いた場合はそのプレイヤーのところにチップが移動する。
山札がすべてなくなるとゲーム終了となり得点計算に移る。企業ごとに最も多く投資したプレイヤーに対し他のプレイヤーは手元の同企業カードの枚数分の資金チップを渡し3点に換算する。最大枚数が同数の場合は資金チップの受け渡しをしない。残った資金チップは1点に換算する。得点の合計に応じて順位が決定される。

### 月面探険
人数：2 - 5人、1人プレイ対応（他のプレイヤーの操作も担当する）、CPUなし
月面に取り残された宇宙飛行士たちが協力しながら救援物資を回収して基地に戻ることを目指すボードゲーム。ゲームの形式は「海底探険」と類似しているが、こちらは対戦ではなく協力ゲームとなっている。
ゲーム開始前に、回収物資のノルマ数の発表、およびプレイヤーごとに特別な能力を付与する役職の設定を行う。また、「酸素カード」が3枚ずつ配られる。
拠点の基地から繋がっている物資のマス目は、三角形のマス7つ、四角形のマス7つ、五角形のマス7つの順番で並んでおり、マスを移動しながら物資を回収することになる。ただし物資の中にはノルマ数に含まれない破損したものもあり、入手した物資が正常かどうかは全員が基地に帰還して最終確認する時点までわからない。正常な物資が含まれる割合は、三角形が3/7、四角形が4/7、五角形が5/7となっており、奥に進むほど入手確率が高くなる。
自分のターンの時に酸素カードを1枚消費し、そこに描かれている立方体の個数分（2個または3個）のサイコロ（目は1から3まで）を振る。サイコロの目の合計数は「アクションポイント」となる。この数値は自分のターンで以下の行動をとる際に消費される（括弧内の数字は消費ポイント。役職により一部変動）。すべての行動の終了後、次のプレイヤーにターンが移る。なお、ターンが回ってきたプレイヤーの手元に酸素カードが1枚もなければゲームオーバーとなる。
- 移動（1） - 1マス分移動する。なお、他のプレイヤーがいるマスと後述の「ルート開拓」を行ったマスは移動時に飛び越えることができる。また、マスの最後尾にあるバギーに乗ると2マス分移動できるが、物資を拾えなくなる。
- OGS起動（3） - プレイヤーがいるマスの両隣いずれかにOGS（酸素生成装置）のマスを挿入する。ターン終了時にこのマスにいると山札から酸素カードを引けるが、山札に混じっている「磁気嵐カード」を引くとOGSが使用不可となる。
- ルート開拓（2） - プレイヤーがいるマスの両隣マスいずれかに黄色の立方体を配置し、これ以降の移動時に配置マスを飛び越えることができる。ただし、配置マスにある物資は拾えなくなる。
- タンク共有（1） - 手持ちの物資か酸素カードの1つを他のプレイヤーに渡すことができる。なお、物資と酸素カードは同じタンク内に保持され、合計の最大ストック数は通常5個（「ちからもち」の役職の場合は6個）となっている。
- 物資回収（3） - 両隣いずれかのマスにある物資を回収する。
- 物資投棄（1） - 手持ちの物資を放棄する。

基地に戻ったプレイヤーは以降のターンが回って来ず、他のプレイヤーの帰還まで待機する。前述のように全員の帰還後に物資を確認し、正常な物資がノルマ数以上であればミッション成功、ノルマ数未満であれば失敗となる。

### この顔どの顔？
人数：3 - 8人、1人プレイ非対応、CPUなし、配信日：2022年3月17日
様々なパーツを用いて顔を作る福笑い風のゲーム。オインクゲームズが以前に発売したボードゲーム「がんめんマン」をアレンジしている。
ラウンドごとに親プレイヤーと他のプレイヤーに分かれる。ラウンド開始時にランダムで6つのお題が表示され、親に選ばれたプレイヤーは指定されたお題に沿って制限時間内にパーツを設置する。終了後、他のプレイヤーは正解だと思うお題を選択し、その結果に応じて得点が加算される。点数は、親は正解者数、親以外の正解者は全メンバー数から正解者数を差し引いた数となる。

### 藪の中
人数：2 - 5人（オフライン対戦不可）、1人プレイ対応、CPUあり、配信日：2022年7月7日
プレイヤーが探偵となり、殺人事件の容疑者となった3人の中から1人の犯人を当てるという趣向の推理ゲーム。タイトル名および内容は、芥川龍之介の同名小説をモチーフにしている。
ゲームで用いる人型チップには「2,3,4,5,6,7,8,X,X」の数字または文字がそれぞれ記されており、プレイヤーが2-3人の時は数字の人型チップ7枚、4人の時は数字の人型チップ7枚とXの人型チップ1枚、5人の時は数字の人型チップ7枚とXの人型チップ2枚を用いる。ゲーム開始時に容疑者のチップ3枚、犠牲者のチップ1枚、その他の人物のチップを場に伏せて並べる。
各プレイヤーは、ランダムで設定された手番に沿って、その他の人物のチップのうち2枚の内容を確認する。その後、容疑者のチップ3枚のうち2枚の内容を確認してから犯人だと思うチップの下に自身のマークが入った「探偵チップ」を置いていく。容疑者チップの確認は、最初の手番のプレイヤーは必ず左2枚のチップを選択し以降のプレイヤーは前の手番のプレイヤーがチップを置いたもの以外の2枚を選ぶ。
全ての手順が終了すると、容疑者と犠牲者のチップの数字が公開される。基本的には一番大きい数字の容疑者チップが犯人だが、「5」の容疑者チップが含まれている場合は一番小さい数字が犯人となる。犯人ではない容疑者チップのところに最後に探偵チップを置いたプレイヤーは、そこに置かれた全てのチップと同数の「しくじりチップ」を受け取る。いずれかのプレイヤーのしくじりチップが5枚以上になった時点、または7回目の事件が終わった時点でゲーム終了となり、しくじりチップの枚数が少ないプレイヤーから順位付けされる。

### ファフニル
人数：2 - 4人（オフライン対戦不可）、1人プレイ対応、CPUあり、配信日：2022年9月22日
宝石と金塊を産むニワトリ「ファフニル」を題材としたゲームで、各プレイヤーが競りをしながら宝石と金塊を集め総合価値を競う。
ゲーム内では、宝石と金塊を合わせて「石」と呼び、赤、オレンジ、黄、緑、青の宝石が各12個、金塊が20個ある。ラウンド開始時、最初のプレイヤーに11個の石を、それ以外のプレイヤーに10個の石が配られ、直後に、画面左の「捨て場」にランダムで選ばれた3つの石が捨てられる。
ファフニルが場の中央で石を産んだ後に競りが始まる。ファフニルは通常2個の石を産むが、2個が同じ種類だった場合はさらに2個の石を産む。各プレイヤーは、手持ちの石の中から場の中央のものと異なる種類の石を任意の個数（0個も可能）選択し、一番左側のプレイヤーから順番に公開していく。石が最も多いプレイヤー（同数の場合は公開順が後のプレイヤー）が競りの勝者となり、選択した石を捨て場に捨てた後に中央の石と「1点チップ」を同時に得る。なお、誰も石を出さなかった場合は、場の中央の石がそのまま捨て場に並ぶ。競りの終了後に勝者が一番左に移動し、ファフニルが再び石を産んだ後に次の競りが開始される。
捨て場の石のどれか1種類が特定の個数（2人プレイ時：6個、3人プレイ時：7個、4人プレイ時：8個）となった場合、または全ての石が産まれきった場合にラウンド終了となる。宝石の価値は、全員の手持ちの宝石を合わせた中で個数が多い種類から順に高くなる。また、同数の場合は「赤＞オレンジ＞黄＞緑＞青」の順になる。1番目に多い宝石は1個につき3点、2番目に多い宝石は1個につき2点、それ以外の石は-1点、金塊は1点、1点チップは1点で換算するが、手持ちの宝石の中に同種の宝石が5個以上ある場合はその宝石による加点は行われない（個数が3番目以下の場合の減点は行われる）。得点が0点を下回ることはない。
ラウンド終了時にいずれかのプレイヤーが30点以上となった場合にゲーム終了となり、高得点のプレイヤーから順位付けされる。同じ得点の場合は右側に近いプレイヤーが上位となる。

### SCOUT
人数：2 - 5人（オフライン対戦不可）、1人プレイ対応、CPUあり（プレイヤーとCPUの2人対戦）、配信日：2022年12月1日
サーカスの団長となったプレイヤーが他のサーカス団からメンバーをスカウトしていき、ライバルに勝てるショーを組むことを目指すカードゲーム。原作のアナログゲームは2022年、ボードゲーム界で権威ある賞とされるドイツ年間ゲーム大賞にノミネートされ、一般投票で選ばれるボードゲームの賞であるドイツゲーム賞では8位となった。
ゲームで使用するカードはトランプカードに似ており1から10までのいずれかの数字が上下に書かれているが、トランプカードと違い上下の数字は異なる。使用するカードの枚数は5人プレイ時で合計45枚（プレイ人数により一部カードが除外され合計枚数が少なくなる）で、ラウンド開始前に各プレイヤーにそれぞれ配分される。手札の順番は初期状態から並べ替えることはできないが、ラウンド開始前に手札全ての上下の向きを一度に入れ替えることができる（特定カードのみの入れ替えはできない）。
各プレイヤーは、自分の手番の時に「ショー」または「スカウト」を行う。
ショーは、前の手番のプレイヤーが場に置いたカードよりも強い組み合わせのカードを場に出す（強さのルールは以下の通り）。場にカードがない場合は任意のカードを出す。カードが2枚以上の場合は数字が全て同じか連続している必要があり、手札で隣接する順番のまま出さなければならない（例：手札が(1,2,1)の場合、(1,2)や(2,1)は可能だが(1,1)は不可）。出せるカードがない場合はショーを実行できない。ショーの実行後には、場に置かれていたカード枚数と同数の「得点チップ」を受け取る。
- カードの枚数が多いほうが強い (例：(2,2)<(1,1,1)、(4,5)<(1,2,3))
- カードの枚数が同数の場合、連続する数字よりも同じ数字のほうが強い (例：(2,3)<(1,1))
- カードの枚数が同数で上記以外の場合、最大数が大きいほうが強い (例：(1,1)<(2,2)、(1,2)<(2,3))

スカウトは、場にあるカードのうちの1枚（場のカードが3枚以上の場合は両端のどちらか1枚）をもらい自分の手札に加えることができる。スカウトしたカードは、上下の向きを選択し手札の任意の場所に挿入できる。スカウトの実行後には、スカウトしたカードの元の持ち主のプレイヤーに「スカウトチップ」を1枚渡す。
ショーとスカウトは通常、1回の手番の中でどちらか一方しかできないが、各プレイヤーはラウンド内で1度だけ、スカウトとショーを連続で実行する「スカウト&ショー」を行うことができる。
いずれかのプレイヤーが手札を全て出し切った場合、またはいずれかのプレイヤーがショーをした後に他のプレイヤー全員がスカウトのみを行い手番が1巡した場合にラウンド終了となる。終了後の得点計算では、手持ちの得点チップとスカウトチップを1枚あたり1点として加点、残っている手札を1枚あたり1点として減点（前述の後者の条件でラウンド終了した場合、ショーをしたプレイヤーは減点されない）され、合計得点の多いプレイヤーから順位付けされる。

### ナインタイル
人数：2 - 8人、1人プレイ対応、CPUなし、配信日：2023年3月16日
場に並べられた縦3枚×横3枚の合計9枚のタイルをお題通りに素早く並べ替えることを競う。タイルの表と裏には全6種類の模様のいずれかが描かれており、時には裏返す必要もある。
オフラインでCPUを入れずに1人プレイを開始すると「タイムアタックモード」でプレイすることできる。

### まちがいさがし開発課
人数：2 - 8人、1人プレイ対応、CPUあり、配信日：2023年7月6日
間違い探しの問題をつくり、みんなで探しあうという趣向のゲーム。原作のアナログゲームは、2023年のゴールデンボックス ボードゲームアワード2022で作品賞を受賞している。
手番のプレイヤーは初めに、2枚並んだ同じイラストの片方の3か所に線を書き足す。その後、他のプレイヤーが1分間で間違いを探すことになるが、前半30秒で見つかると無得点、後半30秒で見つかると作成者・発見者の両方に1点ずつ加算される。そして1分経過後に未発見の間違いがある場合、その間違いが一定以上の大きさであれば、その大きさに応じて2点または3点の「ダイタンボーナス」が作成者に加算される。こうしたことから、問題作成時には、簡単すぎたり小さすぎて見つかりづらいものではない適度な難易度の間違いを作ることが基本的に求められ、一方でダイタンボーナスを狙ってあえて大きな間違いを作るという駆け引きも生まれる。
手番が一巡した時点でゲーム終了となり、高得点のプレイヤーから順位付けされる。同点の場合はダイタンボーナスが多いほうが上位となる。
オフライン1人プレイ時には、作成した間違い画像をスクリーンショットとして撮影し共有できる「開発モード」となる。

### 小早川
人数：3 - 8人、1人プレイ対応、CPUあり、配信日：2023年9月14日
数字が振られたカードを用いるカードゲームで、手札の数字の大きさを競う。カードの枚数と数字の最大値はプレイ人数に比例して大きくなる。タイトルの「小早川」は、関ヶ原の戦いで西軍として参戦しながらも最終的に西軍を裏切ったという大名、小早川秀秋に由来しているとみられ、原作のカードゲームのパッケージやメダル、およびコンピュータゲーム版のカード置き場には小早川氏の左三つ巴紋が描かれている。
ゲームは全5ラウンドで行われる。開始時、山札から場に「小早川」と呼ばれるカードが表向きで1枚、各プレイヤーにカードが裏向きで1枚ずつ配られる。各プレイヤーは、山札からカードを1枚引いて手札と入れ替えるか、または小早川のカードを上書きするかを選択する。手順が一巡した後、勝負するか勝負を降りるかを選択し、勝負する場合は手持ちのメダル（1ラウンド開始時点では各5枚）を賭け、勝負を降りる場合は勝利すると思うプレイヤーにメダルを賭ける。最後に全プレイヤーのカードが表向きになり数字を比較するが、この際、1番小さい数字に小早川の数字が加算され、これを踏まえて最も数字の大きいプレイヤーの勝利となる（引き分けの場合は手番の早いプレイヤーが勝利）。その後、勝利プレイヤーは勝負したプレイヤーが賭けたすべてのメダルおよびラウンド数と同じ枚数のメダルを獲得、勝負を降りて勝者予想が的中したプレイヤーは賭けたメダル枚数の2倍が払い戻される。5ラウンド終了時に獲得メダル数が最も多いプレイヤーが総合優勝となる。

### いかだの5人
人数：2 - 8人、1人プレイ対応、CPUあり、配信日：2023年12月7日
足場に長方形の板を重ねていかだを作り、形や大きさがそれぞれ異なる人型のコマ5個と小型の宝箱のコマを重しにしながら拡張していくバランスゲーム。本作は『レッツプレイ!オインクゲームズ』版が先行的に発売され、ボードゲーム版は直後の12月9日、10日に東京ビッグサイトで開催のイベント「ゲームマーケット2023秋」で販売開始された。
手番のプレイヤーは、人型のコマのうち任意の1個をつかみ上げた後、既に置かれている板に重なるように新たな板1枚を配置し、その上に人型のコマと新たな宝箱のコマ1個をどこかに置く。結果的にバランスが取れればそのまま次のプレイヤーの手番に移るが、手番の最中にバランスが崩れて宝箱が落下した場合は、落下した宝箱の数（プレイヤー自身が置いたものは除く）が手番のプレイヤーのペナルティとしてカウントされ、その後に次のプレイヤーの手番となる。いずれかのプレイヤーのペナルティが既定数以上まで累積した時点でゲームが終了する。順位付けは、ペナルティ数の少なさ、および他のプレイヤーに落下させた自分の宝箱の数の多さにより決定する。
1人プレイモードは、いかだをどこまで大きくできるかを競うという趣向になっている。